# HLA-B5
مستضد الكريات البيضاء البشرية (B5) أو HLA-B5 هو مستضد الكريات البيضاء البشرية من النمط المصلي نوع ب. يعد HLA-B5 نمطا مصليا لمستضد واسع يلاحظ المستضدات الأنماط المصلية المنفصلة B51 وB52 .